# Sinagoga Jafetz Jaim
La sinagoga Jafetz Jaim es un edificio religioso chileno de la comunidad judía, localizado en el barrio Quinchamalí, en Las Condes, ciudad de Santiago.
La sinagoga sigue la tendencia del judaísmo ortodoxo. Posee dos rabinos y ofrece servicios religiosos diarios y celebraciones del calendario judío.